# Turanismus

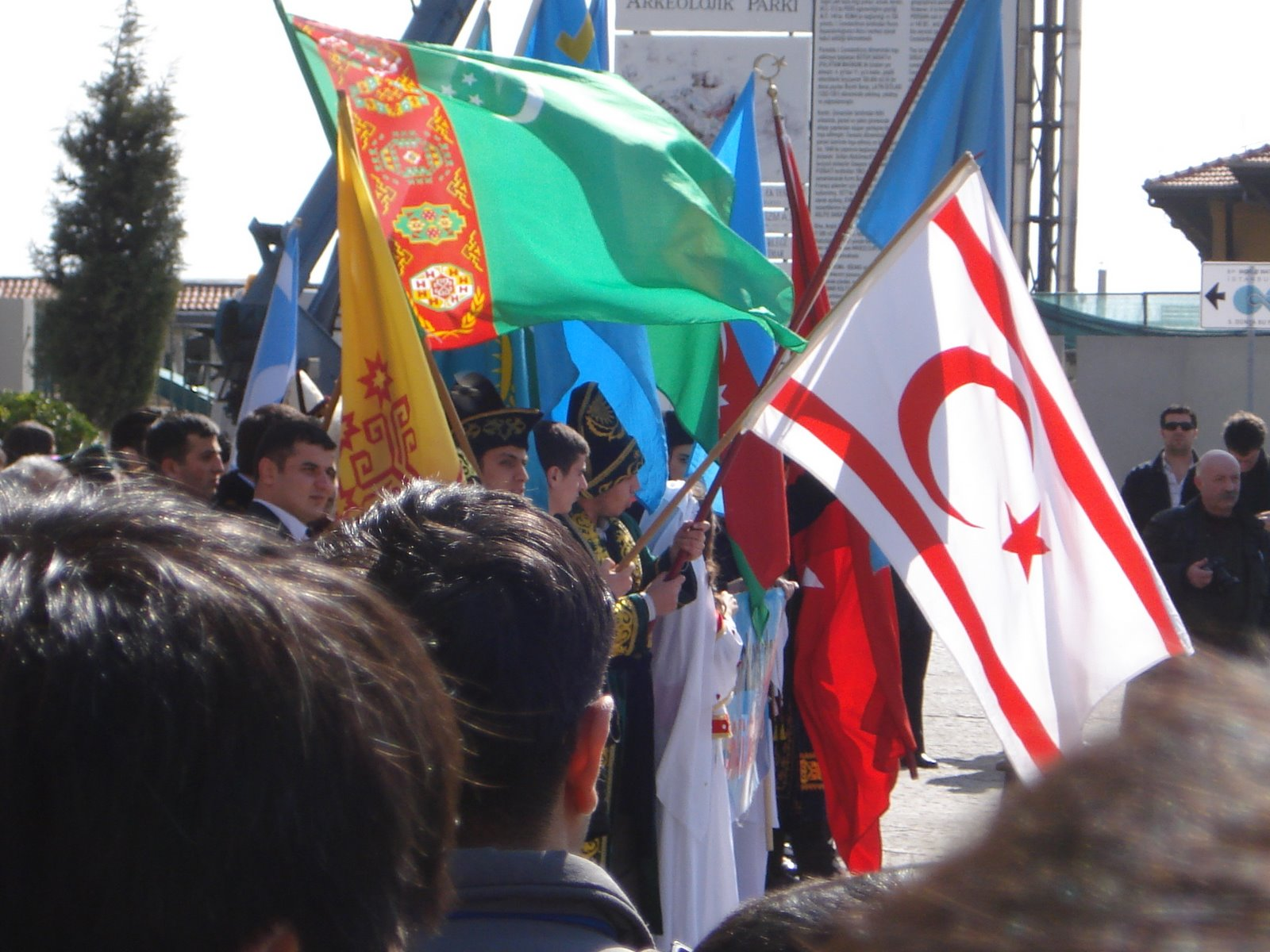
Demonstration 2009 in Istanbul

Der (Pan-)Turanismus (türkisch Turancılık) ist eine pseudohistorische Ideologie, die einen gemeinsamen Ursprung der Turkvölker, Finno-Ugrier, Mongolen und mandschu-tungusischen Völker annimmt. Die eigentliche Urheimat dieser „Turanier“ oder „turaniden Rasse“ sei Turan, eine mythische Landschaft in Zentralasien, jenseits des Oxus (Amudarja). Gleichzeitig bezeichnet Turanismus das Bestreben, diese Völker zu einer geistigen und kulturellen Einheit zusammenzufassen. Der Turanismus trägt irredentistische Züge und gehört zu den sogenannten Panbewegungen.

## Turanismus und Panturkismus
Turanismus oder Pan-Turanismus werden häufig als Synonym zum Begriff des Panturkismus verwendet, dessen Einheitsgedanke sich allerdings ausschließlich auf Turkvölker beschränkt und keine finno-ugrischen, mongolischen oder anderen Völker umfasst. Beiden gemeinsam ist der Abstammungsmythos und der Wunsch nach kultureller oder politischer Einheit. Turanismus und Panturkismus sind Varianten des türkischen Nationalismus und haben heutzutage ihre politische Bedeutung weitgehend eingebüßt.

## Geschichte
Der Turanismus entwickelte sich erstmals in Ungarn in der ersten Hälfte des 19. Jahrhunderts als Reaktion auf den Pangermanismus und Panslawismus. Maßgeblich beteiligt an der Ausprägung waren Turkologen. Einer dieser Vertreter war der jüdisch-ungarische Reisende und Turkologe Ármin Vámbéry. In Sketches of Central Asia widmete er 1868 ein Kapitel den „Turaniern“. Vambéry glaubte, dass alle türkischen Gruppen einer einzigen Rasse angehörten. Drei Jahre zuvor hatte er bereits gedanklich ein turanisches Imperium entworfen. Es sollte von der Adria bis weit nach China hinein reichen. Später sollte er sich von dieser „Chimäre“ distanzieren. Möglicherweise trugen seine guten Kontakte zur Führungsspitze der Jungtürken auch dazu bei, dass das Konzept des Turanismus dort Aufnahme fand. Ein weiterer Orientalist mit großem Einfluss auf die Entwicklung des Turanismus war Léon Cahun. Begünstigt wurde der Turanismus ferner durch die russischen Übergriffe gegen die verschiedenen Turkvölker in Zentralasien in den 1860er Jahren und auch durch die Behandlung der Türken im neu gebildeten Bulgarien. Die allgemeine Verbreitung der Rassentheorie trug ebenfalls zur Entstehung des Turanismus bei.
In Ungarn erfreute sich die Strömung des Turanismus infolge der ethnischen Besonderheit der Ungarn (zumindest der ungarischen Sprache) inmitten slawischer und anderer indoeuropäischer Völker eine Zeitlang großer Popularität. So erschien dort von 1913 bis 1970 regelmäßig eine Zeitschrift namens „Turan“. Dort verfolgte ferner die 1918 gegründete und später umbenannte „Turanische Gesellschaft“ die Ziele des Turanismus.

## Protagonisten
Einer der bekanntesten Vertreter turanistischen Gedankenguts war Ziya Gökalp, der Pläne für ein gemeinsames Turan entwarf. Besonders berühmt wurde sein Gedicht mit dem Vers Vatan ne Türkiye'dir Türklere ne Türkistan, Vatan büyük ve müebbet bir ülkedir: Turan. Die Zeilen künden von Turan, dem gemeinsamen Vaterland aller Türken. Ein weiterer herausragender Vertreter des Turanismus war der türkische Jude Munis Tekinalp, der ebenfalls Konzepte zur Erschaffung Turans entwarf. Daneben gab es eine Reihe von Publizisten und Autoren, die in jener Zeit den Turanismus propagierten. Beispiele sind der Tatare Yusuf Akçura, Mehmet Emin Yurdakul mit seinem Gedicht Turana Doğru („nach Turan“), der Roman von Halide Edip Adıvar mit dem Titel Yeni Turan („Neues Turan“), Ömer Seyfettins Buch über den „morgigen Staat Turan“ (Yarınki Turan Devleti) und Mehmet Fuat Köprülüs Grundschullesebuch mit dem Titel Turan. Viele der Genannten distanzierten sich später vom Turanismus. Einer der radikalsten Vertreter des Turanismus war Nihal Atsız, dessen Vorstellungen von der Überlegenheit der türkischen Rasse geprägt waren. Turanistisches Gedankengut beeinflusste insbesondere in der Person Enver Paschas auch die jungtürkische Führung und begünstigte den Kriegseintritt gegen Russland im Ersten Weltkrieg.

## Erster Weltkrieg
Der Ausbruch des Ersten Weltkrieges brachte im Osmanischen Reich wie in allen kriegsführenden Staaten eine chauvinistische Propagandaliteratur hervor. Hass auf den „Erbfeind Russland“, verbunden mit der Errichtung des Reiches Turan, stand im Vordergrund. Extremisten verkündeten als nächstes Ziel einen  Bundesstaat, der alle von Turkvölkern bewohnten Länder umfassen sollte. Das Endziel war ein von Japan bis Norwegen und von Peking bis Wien reichendes „Groß-Turan“. Andere wollten nach der Eroberung Kaukasiens die Errichtung eines Turkestan, Südsibirien und Pamir einschließenden Kalifats: „Die Türkei wird wachsen, wird Turan werden“. Am Tage der Kriegserklärung bekannten sich die Jungtürken zur Vernichtung des „moskowitischen Feindes … um dadurch eine natürliche Reichsgrenze zu erhalten, die in sich alle unsere Volksgenossen einschließt und vereint“. In der Folge kam es zum Völkermord an den Armeniern, deren Siedlungsgebiet zwischen dem der kleinasiatischen Türken und der Aserbaidschaner liegt und deswegen gewissermaßen einer territorialen Vereinigung dieser Turkvölker „im Wege“ war.
Die Jungtürken verkündeten im April 1915 als Kriegsziele ganz offen die Eroberung ganz Transkaukasiens und die Vereinigung aller Turkvölker unter dem osmanischen Sultan.
Im Verlaufe des Krieges wurde der wohl mächtigste Mann des Osmanischen Reiches, Enver Pascha, zu einem immer fanatischeren Verfechter panturanischer Ideen, ohne seine islamischen Anschauungen aufzugeben. Er hielt die Stoßrichtung über den Kaukasus für am aussichtsreichsten, um „über Afghanistan nach Indien zu marschieren“, und träumte im August 1915 von einer „Zusammenfassung der 40 Millionen Türken in einem Reich“. Selbst wenn eine dauerhafte militärische Besetzung „Turans“ nicht möglich war, hoffte man, die zentralasiatischen Turkvölker zu „befreien“, um eine Allianz mit ihnen eingehen zu können.
Im Sommer 1918 wuchs, wegen des Erfolgs in Baku, die Turanbegeisterung im Lande nochmals und die „jungtürkischen Imperialisten“ ließen sich nicht mehr von der Verfolgung ihrer Turanpläne abhalten.
Zu Kriegsbeginn war noch der Aufruf zum Dschihad, zum „Heiligen Krieg“, erfolgt, gegen Kriegsende setzte sich der Pan-Turanismus gegenüber dem Pan-Islamismus an Bedeutung aber eindeutig durch. Berlin, das jahrelang den Pan-Islamismus und den Pan-Turanismus „gepflegt“ hatte, bekam letztlich mit ihm einen Kriegszielkonkurrenten auf seinem Weg nach Indien. Dabei waren selbst nach deutscher Einschätzung die muslimischen Kaukasier, Tataren und Turkmenen an einer türkischen Oberhoheit nicht interessiert, weil sie ihre Selbständigkeit wollten.